# Tátra-osztály
A Tátra-osztály az Osztrák–Magyar Monarchia császári és királyi haditengerészetének rombolóosztálya volt.

## Története
A Huszár-osztályú rombolók elkészülte után a Tengerészeti Szekció felkért több hajóépítő vállalatot (Stabilimento Tecnico Triestino, Cantiere Navale Triestino et Monfalcone, Danubius, és a német Vulcan A.G. Stettin), hogy nyújtsanak be terveket egy 800 t vízkiszorítású rombolóra, A követelmények az új hajóosztállyal szemben: 32,5 tengeri mérföldes sebesség, gőzturbinás üzemmód, Yarrow kazánok 2/3 olaj- és 1/3 széntüzeléssel (legalább fele-fele arányban), a tárolható üzemanyag legyen elegendő 16 órás, azaz mintegy 530 tmf-es hatótávolságra; a fegyverzet 2 db 10 cm L50-es gyorstüzelő löveg, 3 db torpedóvetőcső 6 db 45 cm átmérőjű torpedóval.
A pályázatot a Danubius Hajó- és Gépgyár nyerte. Az 1911. június 13-án kelt szerződésben 6 rombolót rendeltek meg.
A rombolók tömege 977 tonnás lett. A hajók építése a az acélöntvény járókeretek és dobtárcsák  használhatatlansága miatt késett.
A rombolók ára egyenként 3.000.000 korona volt.
A Lika és a Triglav megsemmisülése után a haditengerészet rendelt még négy darabot a hajóosztályból.
Az osztály tagjai:
- SMS Tátra
- SMS Balaton
- SMS Csepel
- SMS Lika I
- SMS Triglav I
- SMS Orjen
- SMS Triglav II
- SMS Lika II
- SMS Dukla
- SMS Uzsok